# Espèce de préoccupation mineure
Pour les articles homonymes, voir LC.

Symbole « préoccupation mineure » de la liste rouge de l'UICN.

En biologie et en écologie, une espèce de préoccupation mineure (en anglais : least concern, abrégé LC) est une espèce pour laquelle le risque de disparition est faible. Il s'agit notamment d'un des statuts utilisés par la liste rouge de l'UICN.